# باتريك تورنر
باتريك تورنر (بالإنجليزية: Patrick Turner)‏ هو لاعب كرة قدم أمريكية أمريكي، ولد في 19 مايو 1987 في ناشفيل في الولايات المتحدة.

## وصلات خارجية
- باتريك تورنر على موقع مرجع كرة القدم المحترفة.كوم (الإنجليزية)